# Igor Ivanovich Shuvalov
Igor Ivanovich Shuvalov (tiếng Nga: И́горь Ива́нович Шува́лов; sinh ngày 4 tháng 1 năm 1967) là một chính trị gia người Nga. Kể từ tháng 5 năm 2018, ông trở thành Chủ tịch của Tổng công ty Phát triển Nhà nước VEB.RF (tiền thân của Ngân hàng kinh tế thế giới).
Từ tháng 5 năm 2012 đến tháng 5 năm 2018, ông là Phó Thủ tướng thứ nhất trong Nội các Dmitry Medvedev. Trước đây, ông từng đảm nhiệm chức vụ tương tự trong Nội các thứ hai của Vladimir Putin. Với tư cách là Phó Thủ tướng thứ nhất, ông là thành viên nội các cao cấp nhất sau Thủ tướng và chịu trách nhiệm về ngân sách liên bang và các chính sách kinh tế.